# Villadia
Villadia là một chi thực vật có hoa trong họ Crassulaceae. Chúng gồm khoảng 25 đến 30 loài, phân bố từ Texas đến Peru.

## Các loài
- Villadia acuta
- Villadia albiflora
- Villadia aperta
- Villadia aristata
- Villadia aureistella
- Villadia cucullata
- Villadia diffusa
- Villadia dyvrandae
- Villadia guatemalensis
- Villadia imbricata
- Villadia kimnachii
- Villadia klopfensteinii
- Villadia laxa
- Villadia minutiflora
- Villadia misera
- Villadia nelsonii
- Villadia painteri
- Villadia paniculata
- Villadia patula
- Villadia pringlei
- Villadia recurva
- Villadia squamulosa
- Villadia stricta
- Villadia thiedei
- Villadia virgata